# Frederick Kovaleski
 (septembre 2016).
Améliorez-le ou discutez des points à vérifier. 
 (février 2012).
Si vous disposez d'ouvrages ou d'articles de référence ou si vous connaissez des sites web de qualité traitant du thème abordé ici, merci de compléter l'article en donnant les références utiles à sa vérifiabilité et en les liant à la section « Notes et références ».
Frederick Thomas Kovaleski dit Fred Kovaleski, né le 8 octobre 1924 à Maynard dans le Massachusetts et mort le 25 mai 2018 à New York, est un joueur américain de tennis et agent de la CIA.

## Biographie
Frederick Kovaleski grandit à Hamtramck, une petite ville du Michigan près de Détroit, connue pour son importante communauté polonaise, la Pologne étant le pays d'origine de ses parents. À l'école, il joue d'abord au handball mais son professeur de gym voit en lui un potentiel de joueur de tennis. Il n'y a pas de court dans la ville alors il trace une ligne sur le mur de la salle de sport et demande à ses parents de lui acheter une raquette. Après avoir quémandé 10 dollars à son père qui ne voit pas de quel sport il s'agit, celui-ci lui conseille plutôt de jouer au baseball ou quelque chose dans le genre. Son professeur, Jean Hoxie, qui deviendra une légende locale du tennis, lui procure une raquette et lui apprend le tennis, il a 11 ans. Il sera sélectionné pour la U.S Junior Davis Cup Team et repéré par plusieurs universités du Michigan où il se rendra mais pour peu de temps puisqu'en octobre 1942, il part faire la guerre aux Philippines. Parachutiste à la 11e division aéroportée, il prend part à la libération du camp d'internement de Los Baños en 1945. 
De retour du conflit, il étudie au Collège de William et Mary à Williamsburg où il obtient un bachelor en sciences politiques et représente son école dans les principaux tournois américains. Il atteint en 1947 le 3e tour à l'US Open et en 1949 les demi-finales de l'US Indoor à New York. Il fait alors partie des 5 meilleurs joueurs universitaires aux États-Unis. Ses succès tennistiques lui valent des invitations dans les tournois de l'USTA. En 1950, il remporte son premier championnat à Montego Bay puis dispute la finale de l'US Indoor contre Don McNeill. Il part ensuite pour une tournée de six mois en Europe avec l'aide financière de Jean Hoxie. Après un huitième de finale à Roland Garros, il est classé tête de série n°13 pour le tournoi de Wimbledon où il atteint également les huitièmes, battu par le n°1 mondial Frank Sedgman. Il également remporte plusieurs tournois en Allemagne, Autriche et Belgique, puis se rend en Europe de l'Est où il dispute deux finales en Yougoslavie et en Turquie puis remporte les championnats Eastern Mediterranean à Athènes contre Gianni Cucelli. En fin d'année, il obtient d'autres invitations pour jouer des tournois en Asie au Pakistan, en Inde, à Hong Kong, aux Philippines et enfin en Egypte. Il rencontre en parallèle de nombreux diplomates américains dans les diverses ambassades. En 1951, il réalise à Monte-Carlo l'une des plus belles performances de sa carrière en se qualifiant pour la finale après des succès sur Budge Patty et Irvin Dorfman. Opposé à Straight Clark, il s'incline en cinq sets au bout d'une finale à rebondissements (1-6, 6-4, 6-4, 1-6, 10-8). Se posa alors la question de passer professionnel à la suite d'une offre du tournoi de Calcutta, mais il refusera car seule une poignée de joueurs pouvait à l'époque gagner leur vie en tant que pros. 
En 1951, un officiel de l'ambassade du Caire lui propose de travailler pour la CIA tout en continuant son activité de joueur de tennis comme couverture. Il atteint en effet le 3e tour des championnats américains en 1952 et les huitièmes en 1953. Il bénéficie d'un entraînement spécifique à Camp Peary en Virginie. Sa première mission consiste à prendre en charge les transfuges de l'armée soviétique du fait de sa connaissance de la langue russe. Il est pendant trois années l'officier traitant d'un lieutenant-colonel KGB, Yuri Rastvorov, par ailleurs grand amateur de tennis. Il est envoyé au Caire en 1954 où il effectue des écoutes téléphoniques de l'ambassade d'Union Soviétique et recrute d'autres agents. Il y rencontre sa future épouse, Manya Jabes, d'origine russe. La CIA, estimant que les liens familiaux de Manya peuvent constituer un risque pour sa sécurité, lui demande de choisir entre le mariage et ses activités d'espion. Il se résout à quitter l'agence et épouse Manya à Beyrouth en 1957 où il vient de trouver un poste de stagiaire chez Pepsi. Avec sa femme, ils partent ensuite au Soudan où la CIA le recontacte et après avoir réexaminé sa situation maritale, lui propose de faire des traductions d'enregistrements.
Il travaille ensuite au Yémen et en Afrique du Sud au Cap, toujours pour Pepsi. Tant en Egypte qu'en Afrique du Sud il retrouvera son ancien camarade de tennis Bernard Destremau, alors secrétaire d'ambassade en poste. La coïncidence amènera Kovaleski à se demander si l'un n'était pas chargé de surveiller l'autre. 

En 1961, il décide de quitter la CIA après la naissance de son fils Serge. Il démissionne de chez Pepsi pour une situation chez Revlon en Australie, après avoir passé un MBA à l'université Columbia. Frederick qui continue son activité professionnelle au sein des firmes Schering-Plough et Nabisco, participe une dernière fois à l'US Open en 1966. La famille s'installe ensuite à New York puis à Washington pour suivre Serge qui travaille pour le Washington Post. C'est pour ce journal qu'il raconte l'histoire de son père en 2006. À la suite de l'article, la famille déménage à Manhattan car Serge a obtenu un poste au New York Times. Brillant journaliste, il décrochera le prix Pulitzer en 2009.
Fred Kovaleski devient champion du monde des plus de 70 ans en 1996, puis n°1 mondial des plus de 75 ans en 2002 et champion du monde des plus de 80 ans en 2004. Il remporte à de nombreuses reprises le USTA National Men's Grass Court Championships ainsi que le Clay Court Championships. Il décide de parler pour la première fois de son passé d'agent secret en juin 2014.

### Titres en simple
- Montego Bay en 1950 contre Frank Guernsey.
- Washington en 1952 contre Tim Coss
- Colombia en 1952 contre Gilbert Gobley
- Baltimore en 1953 contre Kalman Hettleman

### Finales en simple
- Détroit en 1949 contre Tony Trabert
- New York en 1950 contre Don McNeill
- Istanbul en 1950 contre Gianni Cucelli
- Karachi en 1950 contre Jaroslav Drobný
- Monte-Carlo en 1950 contre Straight Clark
- La Nouvelle-Orléans en 1953 contre Tom Brown